# Teritoriální centrum rekrutace a sociální podpory (Ukrajina)

Znak oblastního TCK v hlavním městě Kyjevě.

Teritoriální centrum rekrutace a sociální podpory (ukrajinsky Територіальний центр комплектування та соціальної підтримки, zkráceně TCK – ТЦК) je orgán vojenského řízení Ukrajiny, který spravuje vojenské registry obyvatel a provádí mobilizaci obyvatelstva.
Od roku 2022 nově zřízené TCK plně nahradily původní systém vojenských komisariátů.

## Popis
Pro vytvoření, likvidaci nebo reorganizaci TCK je oprávněno Ministerstvo obrany Ukrajiny. Bezprostřední řízení TCK a kontrolu jejich činnosti provádí operativní vedení, a obecně – velitelství Pozemních vojsk Ozbrojených sil Ukrajiny, které řeší otázky činnosti TCK s odpovědnými odbory Generálního štábu Ozbrojených sil Ukrajiny a Ministerstva obrany Ukrajiny.
TCK jsou rozděleny na jednotlivé oblasti, město Kyjev, autonomní republiku Krym a město Sevastopol. Každé oblastní TCK je samostatně registrovaná právnická osoba.
Hranice působnosti jednotlivých TCK jsou totožné s hranicemi jednotlivých oblastí Ukrajiny.
S ohledem na zabezpečení plnění úkolů a vymezených funkcí oblastních TCK je jejich organizační struktura tvořena dalšími odbory a odděleními, jaké provádějí jednotlivé činnosti. Za dělení úkolů mezi jednotlivé odbory a oddělení zodpovídá vedoucí oblastního TCK.
Vnitřní předpisy pro fungování oblastních středisek TCK schvalují vedoucí příslušných středisek.
Razítko střediska TCK je tvořeno státním znakem Ukrajiny a názvem střediska.
TCK je pověřeno vymáhat brannou povinnost a základní vojenskou službu občanů, provádět mobilizaci a její přípravu, spravovat seznamy mobilizovaných, osob v branné povinnosti a záložníků v příslušné oblasti, provádět výběr kandidátů pro vojenskou službu na základě smlouvy, účastnit se výběru občanů do řad vojenských záloh, připravovat a provádět mobilizaci lidských a přepravních zdrojů, zabezpečovat organizaci sociální a právní ochrany mobilizovaných, válečných veteránů, důchodců z řad armády a členů jejich rodin, účastnit se ve vojensko-patriotické výchově.
Náklady na fungování TCK včetně mezd, dopravy, materiálů a techniky jsou kryty z rozpočtu Ministerstva obrany Ukrajiny.
Počet kanceláří TCK v roce 2023 činil přes 200, přičemž byly rozděleny mezi čtyři operativní velitelství: Sever, Jih, Západ, Východ. Některá velitelství mají ještě podřízené oddělené složky, s nimiž celkový počet kanceláří TCK se pohybuje zhruba kolem 300.

## Historie
19. července 2017 vláda Ukrajiny schválila návrh Ministerstva obrany Ukrajiny na vytvoření prvního TCK v Černihivské oblasti namísto tehdejšího vojenského komisariátu, a to zkušebně s platností od 1. srpna do 31. prosince 2017.
2. srpna 2017 bylo vyhlášeno, že tento projekt nebyl zaveden jenom v samotném Černihivu, ale i v Kozelci ve stejné oblasti, čímž byl přetvořen také vojenský komisariát Kozeleckého rajónu. Výsledky této transformace prezentoval generální štáb Ozbrojených sil Ukrajiny na tiskové konferenci dne 1. listopadu 2017.
12. ledna 2018 bylo ohlášeno následovat tento příklad ve Volyňské oblasti, a to již od března. 22. března 2018 bylo schváleno rozšíření projektu na další 4 oblasti. 25. května 2018 ministr obrany Ukrajiny Stepan Poltorak ohlásil, že vojenské komisariáty budou nahrazeny TCK na celém území Ukrajiny. 14. září 2018 bylo předpokládáno reformovat 111 vojenských komisariátů v Černihivské, Rovenské, Dněpropetrovské a Oděské oblasti do konce roku 2018 a v dalších letech reformovat komisariáty ve všech oblastech Ukrajiny.
28. května 2020 byl v ukrajinském parlamentu zaregistrován návrh zákona, který přejmenovával všechny zbylé vojenské komisariáty na TCK, ale proces jeho schvalování se zdržel. 1. listopadu 2020 Ministerstvo obrany Ukrajiny jednostranně přejmenovalo všechny vojenské komisariáty na TCK, přičemž tím byl stvořen precedens dalšího fungování vojenských komisariátů mimo právní rámec, zároveň se pojem „vojenský komisariát“ přestal používat na celém území Ukrajiny. 30. března 2021 parlament Ukrajiny schválil zákon, který tuto změnu zpětně legalizoval, a v květnu 2021 ho podepsal prezident Ukrajiny Volodymyr Zelenskyj, čímž ho uvedl v platnost. Kromě kosmetických změn v podobě přejmenování zákon prakticky nezměnil fungování dosavadních vojenských komisariátů, což mělo negativní vliv na obraz celé reformy. Kromě zavedení celostátního registru občanů povinných k vojenské službě nadále byly vedeny papírové seznamy občanů schopných vojenské služby.
23. února 2022 všechny TCK opustily původní systém vojenských komisariátů a přestaly vést vlastní papírové seznamy občanů. Všechny TCK nyní pracují s jediným státním registrem občanů povinných k vojenské službě a rezervistů podle zákona.

### Ruská invaze na Ukrajinu
17. srpna 2023 prezident Ukrajiny Volodymyr Zelenskyj schválil návrh Rady národní bezpečnosti a obrany Ukrajiny pro propuštění všech oblastních vedoucích TCK v souvislosti s rozsáhlou korupcí.

## Kritika a stížnosti
TCK jsou kritizovány z řad občanské společnosti a ochránců práv za nezákonná zadržení, „busifikaci“, korupci a chyby v dokumentech.
Fungování TCK kritizoval tajemník obranné komise parlamentu Ukrajiny Roman Kostenko, který upozornil na mobilizaci pracovníků vojenského průmyslu a zrakově postižených. Zdůraznil, že do armády je potřeba dostat zdravé a motivované lidi, a ne ty, které se povedlo „pochytat“.
Ombudsman Dmytro Lubinec odsoudil konání pracovníků TCK, kteří zadržovali občany nebo po nich chtěli na ulici dokumenty. Prohlásil, že pracovníci TCK nemají právo provádět tyto činnosti vůči civilním osobám.
Kritika často souvisí s případy nezákonné činnosti nebo chybami v dokumentacích. Advokát Roman Kyčka upozornil, že TCK mnoho let neoprávněně potvrzovaly dokumenty nebo nesprávně odkazovaly na legislativu, což vedlo k nezákonným pokutám pro občany, kteří uvedli svoje osobní údaje v aplikaci Rezerv+ a obrátili se na oblastní centra pro upřesnění údajů.
Informační prostor Ukrajiny je zaplněn případy konfliktů mezi občany a pracovníky TCK. Například v Žytomyrské oblasti lidé protestovali proti TCK kvůli smrti Serhije Kovalčuka. Kovalčuk byl hospitalizován se zraněními poté, co byl odvezen do střediska TCK, a později zemřel. TCK prohlásilo, že se muž opil alkoholem, což způsobilo epileptický záchvat.